# (150) Nuwa
(150) Nuwa – planetoida z pasa głównego asteroid okrążająca Słońce w ciągu 5 lat i 53 dni w średniej odległości 2,98 j.a. Została odkryta 18 października 1875 roku w Detroit Observatory w mieście Ann Arbor przez Jamesa Watsona. Nazwa planetoidy pochodzi od Nüwy, starożytnej bogini tęczy w mitologii chińskiej.